# Реза Тукар
Реза Тукар (араб. رضا تكر, нар. 29 листопада 1975, Джидда) — саудівський футболіст, що грав на позиції захисника.
Виступав, зокрема, за клуби «Аль-Шабаб» та «Аль-Іттіхад», а також національну збірну Саудівської Аравії.

## Клубна кар'єра
У дорослому футболі дебютував 1995 року виступами за команду клубу «Охуд». 
Своєю грою за цю команду привернув увагу представників тренерського штабу клубу «Аш-Шабаб», до складу якого приєднався 2001 року. Відіграв за саудівську команду наступні три сезони своєї ігрової кар'єри.
У 2004 році перейшов до клубу «Аль-Іттіхад», за який відіграв 9 сезонів. Більшість часу, проведеного у складі «Аль-Іттіхада», був основним гравцем захисту команди. Завершив професійну кар'єру футболіста виступами за команду «Аль-Іттіхад» (Джидда) у 2013 році.

## Виступи за збірну
У 2002 році дебютував в офіційних матчах у складі національної збірної Саудівської Аравії. Протягом кар'єри у національній команді, яка тривала 8 років, провів у формі головної команди країни 68 матчів, забивши 9 голів.
У складі збірної був учасником чемпіонату світу 2002 року в Японії і Південній Кореї, кубка Азії з футболу 2004 року в Китаї, чемпіонату світу 2006 року в Німеччині, кубка Азії з футболу 2007 року у чотирьох країнах відразу, де разом з командою здобув «срібло».

## Титули і досягнення
- Переможець Кубка арабських націй: 2002
- Переможець Кубка націй Перської затоки: 2003
- Срібний призер Кубка Азії: 2007